# Camponotus rufipes
Camponotus rufipes (лат.) — вид муравьев из рода Camponotus.

## Распространение
Южная Америка.

## Описание
Среднего и крупного размера муравьи-древоточцы чёрного цвета (ноги красноватые). Длина около 1 см. Тело матовое и покрыто (особенно скапус усиков и ноги) многочисленными длинными щетинками золотисто-коричневого цвета. Стебелёк между грудкой и брюшком состоит из одного узловидного членика петиолюса, жало отсутствует. Усики рабочих и самок состоят из 12 члеников (13 члеников у самцов), булава отсутствует. Нижнечелюстные щупики состоят из 6 сегментов, нижнегубные щупики 4-члениковые.
Муравейники C. rufipes обнаруживаются в саванновых редколесьях и лесах, смешанных с кустарниками (Серрадо, cerrado sensu stricto). Колонии поселяются в пяти различных категориях гнезд (в сухой соломе; в сухой соломе, связанной с кустарником; подземные; упавшие мертвые стволы деревьев; стоящие мертвые деревья). В составе семьи от 251 до 3654 рабочих и от 1 до 2 самок.

## Систематика
Вид был впервые описан в 1775 году датским энтомологом Фабрицием под первоначальным названием Formica rufipes Fabricius, 1775 по материалам из Бразилии. В 1862 году были описаны самки и самцы и вид включён в состав рода Camponotus, а в 1912 году в его подрод Myrmothrix. Близок к виду Camponotus renggeri.

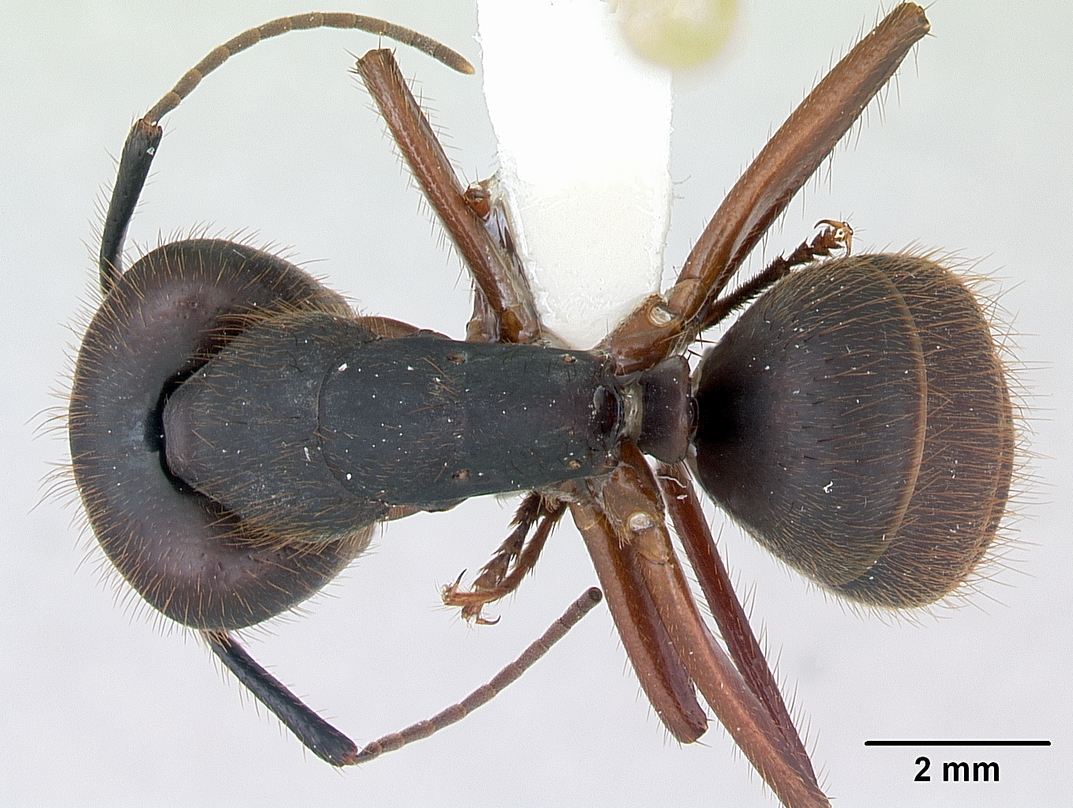
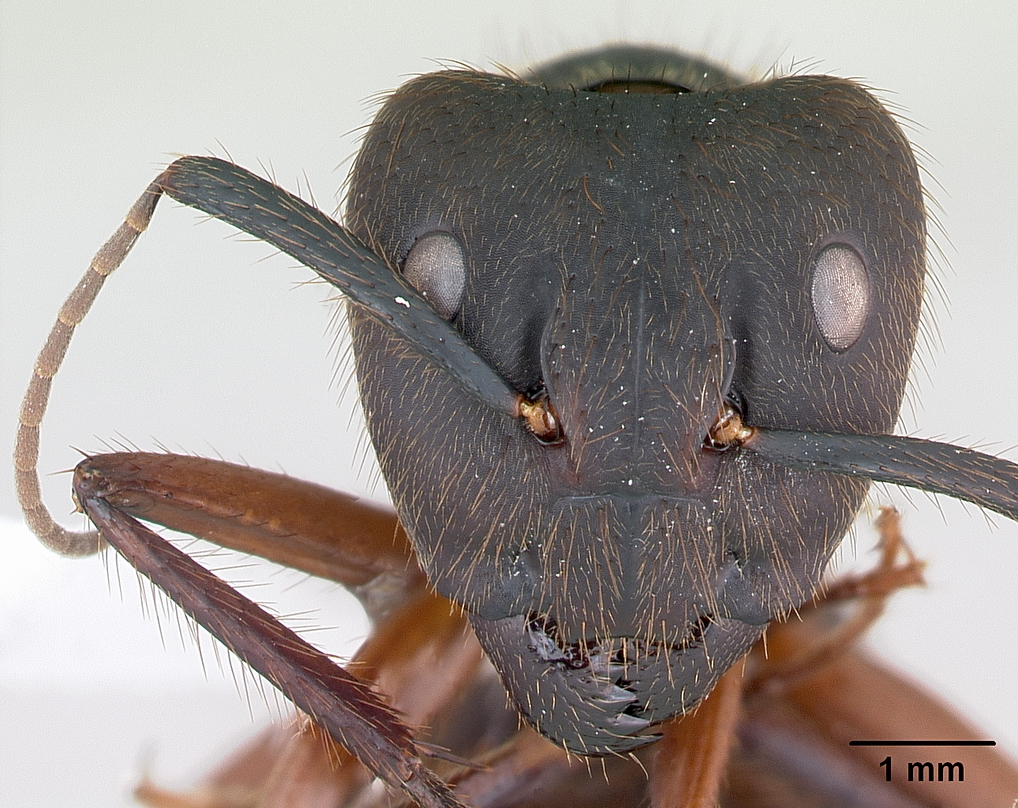